# Infineon AURIX
Az AURIX (az angol Automotive Realtime Integrated Next Generation Architecture kifejezésből, autóipari valós idejű integrált következő generációs architektúra) egy 32 bites mikrovezérlő család az Infineon cég tervezésében, amely az autóipari felhasználást célozza. Az AURIX egy többmagos architektúra, amely akár három független 32 bites TriCore CPU-t tartalmazhat.

## Alkalmazások
Az AURIX sorozatot néhány mesterséges intelligencia alkalmazásban, elektromos járművekben és önvezető autók navigációs rendszereiben alkalmazták.

## Műszaki jellemzők

### Rendszerek
Az AURIX család eszközei több konfigurációban érhetők el, 8 MiB beágyazott flash memóriával szerelt 300 MHz három- vagy hatmagos eszközöktől a 130 MHz és 80 MHz közötti órajelű, 1,5 MiB, 1 MiB és 0,5 MiB beágyazott flash memóriával szerelt egymagos és egymagos ‘lockstep’ szinkronizációjú eszközökig terjednek.
A kiszerelési portfólió (a tokozások választéka) tartalmaz egy BGA-516 tokozást érintkező-kompatibilis BGA-292 csomaggal (be-/kimeneti alkészlet), valamint kompatibilis QFP-176, QFP-144, QFP‑100-tól QFP-64-ig terjedő kiszereléseket.

### TriCore DSP funkcionalitás
- Többmagos felépítés
- TriCore, 300 MHz-es maximális órajellel magonként
- Teljesítmény: 1,7–2,4 DMIPS/MHz (a Dhrystone benchmark szerint)
- DSP lebegőpontos teljesítmény: max. 1,8 GFLOPS
- Támogatja a lebegőpontos és fixpontos műveleteket minden magban
- Gyors Fourier-transzformáció egység
- Pixel-előfeldolgozó
- Egyes modellekben beágyazott EEPROM[6]
- Általános időzítő modul (GTM)
- Fejlett időzítő egység teljesen rugalmas PWM generáláshoz és a hardveres bemenet rögzítéséhez
- Redundáns hajlékony 12 bites ADC (analóg-digitális átalakító)
- Delta sigma konverterek
- Egyetlen tápellátás, 5 V vagy 3,3 V
- Az AUTOSAR 4.x és 3.2.1 elérhetősége
- Üzemi hőmérséklettartomány: -40 °C... 145 °C

### Működésbiztonsági jellemzők
Az AURIX architektúra az ISO26262 szabványnak megfelelő, auditált folyamat szerint volt kifejlesztve és úgy tervezték, hogy alkalmazási szinten megfeleljen az ASIL-D szabványnak. A platform akár 2 magot is használhat TriCore lockstep módban, amely belső kommunikációs sínek vagy elosztott memóriavédelmi rendszerek biztonsági technológiáival kombinált lockstep architektúra. A hardveres szintű beágyazási technikák megengedik a különböző forrásokból származó, különböző biztonsági szintekkel (QM – ASIL-D) rendelkező szoftverek integrálását, ezzel csökkentve az adott biztonsági szintek megvalósításának rendszerszintű komplexitását.
Az AURIX architektúra főbb jellemzői:
- Hardver-fókuszú biztonság koncepciók, a szoftverterhelés csökkentésére
- Lockstep (szinkron) órakésleltetéssel[a]
- Hozzáférési engedélyrendszer
- Biztonsági felügyelő egység
- Biztonságos DMA
- Bemenet/kimenet, óra és feszültség monitorozás
- Biztonsági szoftver a mag funkcionalitásának ellenőrzésésére
- ISO 26262 megfelelőség, az ASIL-D szintig támogatja a biztonságossági követelményeket

### IT-biztonsági jellemzők
Az Infineon programozható hardveres biztonsági modult (HSM) integrált az AURIX családba, az EVITA (E-safety vehicle intrusion protected applications) biztonsági kutatási projekt ajánlásaival összhangban. Ez a „beágyazott chipkártya” védelmet nyújt szellemi tulajdonjogok megsértése, a csalás és a szoftvereltérítés ellen.
- Hardveres biztonsági modul (Hardware Security Module, HSM): csipen belüli dedikált, izolált biztonsági alrendszer, kezeli a kriptográfiai kulcsokat és a biztonsági funkciókat
- Biztonságos szoftverfrissítések, rendszerindítás, kulcsfrissítés és kommunikáció
- Immobilizer
- Tuning védelem
- Futásteljesítmény védelem
- Komponensvédelem
- IP védelem

### Skálázhatóság
- Egymagostól három lockstep magig skálázható konfiguráció
- 80 – 300 MHz
- 256 KiB – 8 MiB flashmemória
- 48 KiB – 2,7 MB SRAM
- ASILQM szinttől ASIL D-ig
- HOT kiszerelés opció: magas üzemi hőmérsékletet elviselő kiszerelés, -40 °C és +145 °C tartományban garantált működés (a HOT a „High Operating Temperature” rövidítése)

### Csatlakoztathatóság
- Ethernet 100Mbit
- FlexRay (kommunikációs protokoll)
- „IF” nagy sebességű soros kapcsolat
- SPI sín, CAN (FD), LIN, UART
- Hardveres SENT interfész az alacsony CPU-terheléshez
- Kamera interfész (max. 16 bites)
- Külső analóg-digitális átalakító (ADC) IF (max. 16 bites)
- Külső buszinterfész a memóriabővítéshez

### Ellátásbiztonság
Az Infineon biztosítja a két helyszínen történő gyártást, különálló tervező-gyártó telephelyeket használva. Mindkét telephelyen azonos tanúsított folyamatokat és fejlesztő/gyártó eszközkészletet használnak. Mindkét oldal összes terméke AEC-Q100 minősítésű, és 65 nm-es technológiával van gyártva. Az Infineon hivatalosan közölte, hogy a TC39xXX sorozatban alkalmazott beágyazott flash technológiája 40 nm gyártási folyamattal készül.

## Eszközök és szoftver
Az Infineon számos teljes funkcionalitású értékelőpanelt kínál a TriCore termékvonalhoz. A kiértékeléshez rendelkezésre állnak a szükséges fejlesztőeszközök, például a fordítóprogramok, debuggerek és az AURIX Development Studio IDE, valamint a műszaki dokumentáció, úgymint felhasználói kézikönyvek, architektúraleírások, alkalmazási jegyzetek, adatlapok, fejlesztőpanel-dokumentáció.

## Fordítás
Ez a szócikk részben vagy egészben  az   Infineon AURIX című angol Wikipédia-szócikk ezen változatának fordításán alapul.  Az eredeti cikk szerkesztőit annak laptörténete sorolja fel. Ez a jelzés csupán a megfogalmazás eredetét és a szerzői jogokat jelzi, nem szolgál a cikkben szereplő információk forrásmegjelöléseként.